# Programmsystem zur Daten- und Netzsteuerung

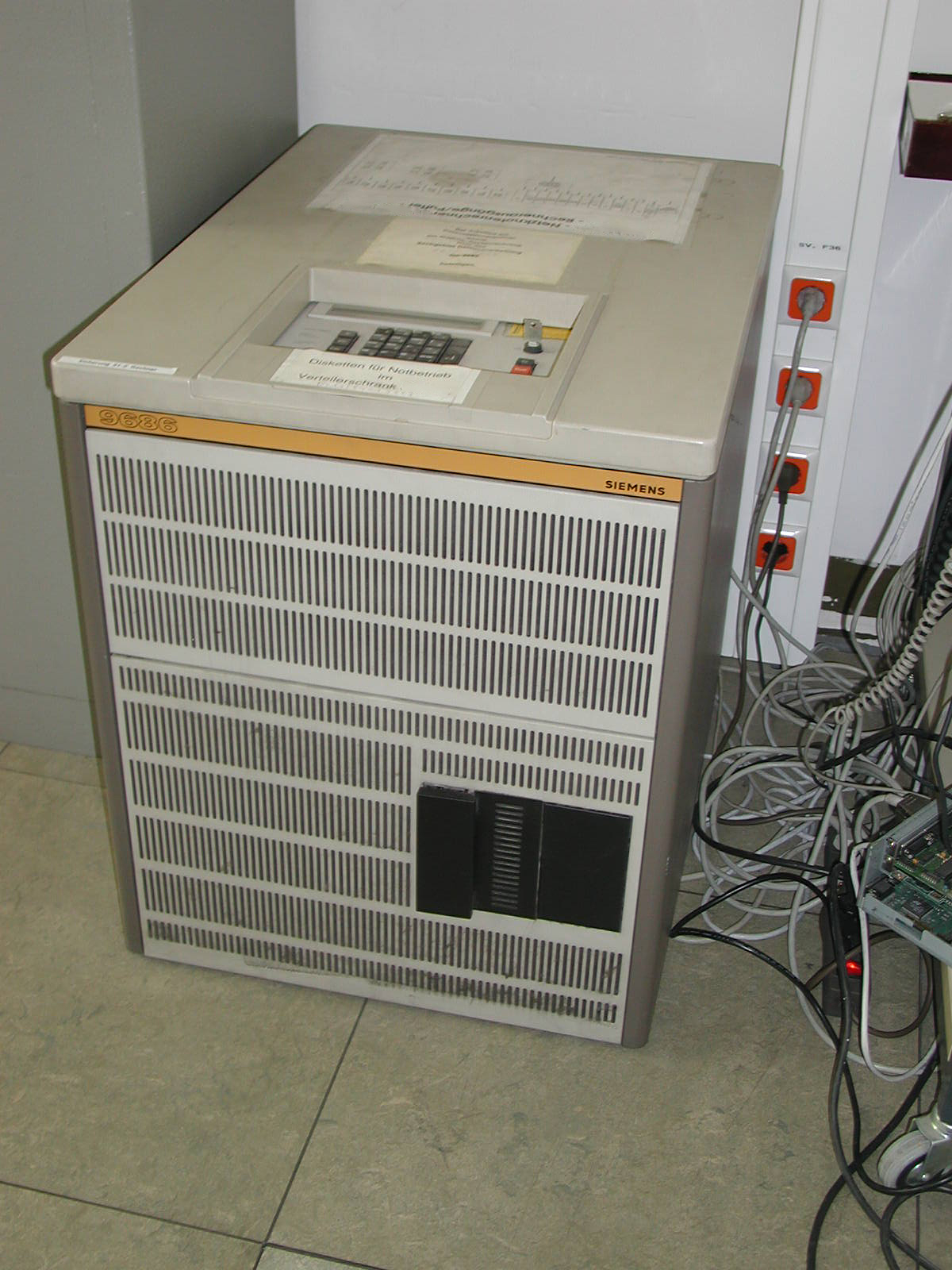
Siemens 9686 Netzknotenrechner mit Betriebssystem PDN

Programmsystem zur Daten- und Netzsteuerung (kurz PDN) war ein Produkt der Firma Siemens. Es handelt sich dabei um das Betriebssystem für die Datenübertragungs-Vorrechner und Datenstationsrechner in einem Transdata-Netzwerk.
Das Programmsystem für Datenfernverarbeitung und Netzsteuerung unterstützt alle Einsatzfälle des Kommunikationsrechners. Es ist ein Mehrrechner-Betriebssystem mit ausgeprägten Kommunikationsleistungen. Nicht nur Anwendungsprogramme, auch die Betriebssystemkomponenten selbst sind Benutzer des Kommunikationssystems. Sämtliche Prozesse laufen nachrichtengesteuert ab. Hinsichtlich seiner Struktur weist PDN eine klare Schichtung in Funktionen auf, die dem ISO-Modell weitgehend entspricht. Das System bietet mit Multiprogramming und Multitasking, dynamischer Speicherverwaltung und eine Nachladetechnik für Programme das erforderliche Real-Zeit-Verhalten. Alle gängigen Datenübertragungswege und Verfahren werden unterstützt.